# Johannes Liku Ada’
Johannes Liku Ada’ (ur. 22 grudnia 1948 roku w Salu Allo) – indonezyjski duchowny rzymskokatolicki, biskup pomocniczy Makassar w latach 1991–1994, arcybiskup metropolita Makassar w latach 1994–2024. 

## Życiorys
Święcenia kapłańskie przyjął 21 stycznia 1975 roku. 

## Episkopat
11 października 1991 roku został mianowany przez papieża Jana Pawła II biskupem pomocniczym archidiecezji Ujung Pandang oraz biskupem tytularnym Amantia. Sakry biskupiej udzielił mu 2 lutego 1992 roku Franciscus van Roessel - ówczesny arcybiskup archidiecezji Ujung Pandang. W dniu 11 listopada 1994 roku został mianowany przez tegoż papieża arcybiskupem metropolitą Ujung Pandang (w 2000 roku nazwa archidiecezji została zmieniona na archidiecezję Makassar). 17 października 2024 papież Franciszek przyjął jego rezygnację z urzędu arcybiskupa metropolity Makassar. 
- W latach 1973–2000 archidiecezja Makassar nosiła nazwę Ujung Pandang (taką nazwę miał wtedy Makassar).